# Marockos ambassad i Stockholm
Marockos ambassad i Stockholm är Marockos diplomatiska representation i Sverige. Ambassadör sedan 2016 är Amina Bouayach. Ambassaden är belägen på Kungsholmstorg 16.

## Beskickningschefer
| Namn            | Period    | Funktion   |
| --------------- | --------- | ---------- |
| Yahdih Bouchaab | 2012–2014 | Ambassadör |
| Amina Bouayach  | 2016–2019 | Ambassadör |